# Liste der Verwaltungseinheiten in Niedersachsen
Die Liste der Verwaltungseinheiten in Niedersachsen enthält die Verwaltungseinheiten im deutschen Bundesland Niedersachsen.

## Ehem.Regierungsbezirk Braunschweig
- 01 Braunschweig, kreisfreie Stadt
- 02 Salzgitter, kreisfreie Stadt
- 03 Wolfsburg, kreisfreie Stadt
- 51 Landkreis Gifhorn
  - 009 Gifhorn, Stadt
  - 025 Sassenburg [Sitz: Westerbeck]
  - 040 Wittingen, Stadt
  - 401 Samtgemeinde Boldecker Land [Sitz: Weyhausen]
  - 402 Samtgemeinde Brome
  - 403 Samtgemeinde Hankensbüttel
  - 404 Samtgemeinde Isenbüttel
  - 405 Samtgemeinde Meinersen
  - 406 Samtgemeinde Papenteich [Sitz: Meine]
  - 407 Samtgemeinde Wesendorf
  - 501 Giebel, gemfr. Gebiet
- 53 Landkreis Goslar
  - 002 Bad Harzburg, Stadt
  - 008 Liebenburg
  - 012 Seesen, Stadt
  - 016 Braunlage, Stadt
  - 017 Goslar, Große selbständige Stadt
  - 018 Clausthal-Zellerfeld, Stadt
  - 019 Langelsheim, Stadt
  - 501 Harz (Landkreis Goslar), gemfr. Gebiet
- 54 Landkreis Helmstedt
  - 013 Königslutter am Elm, Stadt
  - 014 Lehre
  - 019 Schöningen, Stadt
  - 028 Helmstedt, Stadt
  - 401 Samtgemeinde Grasleben
  - 402 Samtgemeinde Heeseberg [Sitz: Jerxheim]
  - 403 Samtgemeinde Nord-Elm [Sitz: Süpplingen]
  - 404 Samtgemeinde Velpke
  - 501 Brunsleberfeld, gemfr. Gebiet
  - 502 Helmstedt, gemfr. Gebiet
  - 503 Königslutter, gemfr. Gebiet
  - 504 Marienthal, gemfr. Gebiet
  - 506 Schöningen, gemfr. Gebiet
- 55 Landkreis Northeim
  - 001 Bad Gandersheim, Stadt
  - 002 Bodenfelde, Flecken
  - 003 Dassel, Stadt
  - 005 Hardegsen, Stadt
  - 006 Kalefeld
  - 007 Katlenburg-Lindau [Sitz: Katlenburg]
  - 009 Moringen, Stadt
  - 010 Nörten-Hardenberg, Flecken
  - 011 Northeim, Stadt
  - 012 Uslar, Stadt
  - 013 Einbeck, Stadt
  - 501 Solling (Landkreis Northeim), gemfr. Gebiet
- 57 Landkreis Peine
  - 001 Edemissen
  - 002 Hohenhameln
  - 005 Lengede
  - 006 Peine, Stadt
  - 007 Vechelde
  - 008 Wendeburg
  - 009 Ilsede [Sitz: Groß Ilsede]
- 58 Landkreis Wolfenbüttel
  - 006 Cremlingen
  - 037 Wolfenbüttel, Stadt
  - 039 Schladen-Werla
  - 402 Samtgemeinde Baddeckenstedt
  - 403 Samtgemeinde Oderwald [Sitz: Börßum]
  - 406 Samtgemeinde Sickte [Sitz: Obersickte (Gem. Sickte)]
  - 407 Samtgemeinde Elm-Asse [Sitz: Schöppenstedt]
  - 501 Am Großen Rhode, gemfr. Gebiet
  - 502 Barnstorf-Warle, gemfr. Gebiet
  - 503 Voigtsdahlum, gemfr. Gebiet
- 59 Landkreis Göttingen
  - 001 Adelebsen, Flecken
  - 002 Bad Grund (Harz)
  - 003 Bad Lauterberg im Harz, Stadt
  - 004 Bad Sachsa, Stadt
  - 007 Bovenden, Flecken
  - 010 Duderstadt, Stadt
  - 013 Friedland [Sitz: Groß Schneen]
  - 015 Gleichen [Sitz: Reinhausen]
  - 016 Göttingen, Stadt mit Sonderstatus
  - 017 Hann. Münden, Stadt
  - 019 Herzberg am Harz, Stadt
  - 026 Osterode am Harz, Stadt
  - 029 Rosdorf
  - 034 Staufenberg [Sitz: Landwehrhagen]
  - 036 Walkenried
  - 401 Samtgemeinde Dransfeld
  - 402 Samtgemeinde Gieboldehausen
  - 403 Samtgemeinde Hattorf am Harz
  - 404 Samtgemeinde Radolfshausen [Sitz: Ebergötzen]
  - 501 Harz (Landkreis Göttingen), gemfr. Gebiet

## Ehem.Regierungsbezirk Hannover
- 41 Region Hannover
  - 002 Barsinghausen, Stadt
  - 003 Burgdorf, Stadt
  - 004 Burgwedel, Stadt [Sitz: Großburgwedel]
  - 005 Garbsen, Stadt
  - 006 Gehrden, Stadt
  - 001 Hannover, Landes- und Regionshauptstadt, Stadt mit Sonderstatus
  - 007 Hemmingen, Stadt [Sitz: Hemmingen-Westerfeld]
  - 008 Isernhagen [Sitz: Altwarmbüchen]
  - 009 Laatzen, Stadt
  - 010 Langenhagen, Stadt
  - 011 Lehrte, Stadt
  - 012 Neustadt am Rübenberge, Stadt
  - 013 Pattensen, Stadt
  - 014 Ronnenberg, Stadt [Sitz: Empelde]
  - 015 Seelze, Stadt [Sitz: Letter]
  - 016 Sehnde, Stadt
  - 017 Springe, Stadt
  - 018 Uetze
  - 019 Wedemark [Sitz: Mellendorf]
  - 020 Wennigsen (Deister)
  - 021 Wunstorf, Stadt
- 51 Landkreis Diepholz
  - 007 Bassum, Stadt
  - 012 Diepholz, Stadt
  - 037 Stuhr
  - 040 Sulingen, Stadt
  - 041 Syke, Stadt
  - 042 Twistringen, Stadt
  - 044 Wagenfeld
  - 047 Weyhe [Sitz: Leeste]
  - 401 Samtgemeinde Altes Amt Lemförde [Sitz: Lemförde]
  - 402 Samtgemeinde Barnstorf
  - 403 Samtgemeinde Bruchhausen-Vilsen
  - 404 Samtgemeinde Kirchdorf
  - 405 Samtgemeinde Rehden
  - 406 Samtgemeinde Schwaförden
  - 407 Samtgemeinde Siedenburg
- 52 Landkreis Hameln-Pyrmont [Sitz: Hameln]
  - 001 Aerzen, Flecken
  - 002 Bad Münder am Deister, Stadt
  - 003 Bad Pyrmont, Stadt
  - 004 Coppenbrügge, Flecken
  - 005 Emmerthal [Sitz: Kirchohsen]
  - 006 Hameln, Große selbständige Stadt
  - 007 Hessisch Oldendorf, Stadt
  - 008 Salzhemmendorf, Flecken
- 54 Landkreis Hildesheim
  - 002 Alfeld (Leine), Stadt
  - 003 Algermissen
  - 005 Bad Salzdetfurth, Stadt
  - 008 Bockenem, Stadt
  - 011 Diekholzen
  - 014 Elze, Stadt
  - 017 Giesen [Sitz: Groß Giesen]
  - 020 Harsum
  - 021 Hildesheim, Große selbständige Stadt
  - 022 Holle
  - 026 Nordstemmen
  - 028 Sarstedt, Stadt
  - 029 Schellerten
  - 032 Söhlde
  - 042 Freden (Leine)
  - 044 Lamspringe
  - 045 Sibbesse
  - 406 Samtgemeinde Leinebergland [Sitz: Gronau]
- 55 Landkreis Holzminden
  - 008 Delligsen, Flecken
  - 023 Holzminden, Stadt
  - 401 Samtgemeinde Bevern
  - 403 Samtgemeinde Boffzen
  - 408 Samtgemeinde Bodenwerder-Polle [Sitz: Bodenwerder]
  - 409 Samtgemeinde Eschershausen-Stadtoldendorf [Sitz: Stadtoldendorf]
  - 501 Boffzen, gemfr. Gebiet
  - 502 Eimen, gemfr. Gebiet
  - 503 Eschershausen, gemfr. Gebiet
  - 504 Grünenplan, gemfr. Gebiet
  - 505 Holzminden, gemfr. Gebiet
  - 506 Merxhausen, gemfr. Gebiet
  - 508 Wenzen, gemfr. Gebiet
- 56 Landkreis Nienburg/Weser
  - 022 Nienburg (Weser), Stadt
  - 025 Rehburg-Loccum, Stadt [Sitz: Rehburg]
  - 030 Steyerberg, Flecken
  - 402 Samtgemeinde Heemsen [Sitz: Rohrsen]
  - 407 Samtgemeinde Steimbke
  - 408 Samtgemeinde Uchte
  - 409 Samtgemeinde Grafschaft Hoya [Sitz: Hoya]
  - 410 Samtgemeinde Mittelweser [Sitz: Stolzenau]
  - 411 Samtgemeinde Weser-Aue [Sitz: Marklohe]
- 57 Landkreis Schaumburg [Sitz: Stadthagen]
  - 003 Auetal [Sitz: Rehren]
  - 009 Bückeburg, Stadt
  - 028 Obernkirchen, Stadt
  - 031 Rinteln, Stadt
  - 035 Stadthagen, Stadt
  - 401 Samtgemeinde Eilsen [Sitz: Bad Eilsen]
  - 402 Samtgemeinde Lindhorst
  - 403 Samtgemeinde Nenndorf [Sitz: Bad Nenndorf]
  - 404 Samtgemeinde Niedernwöhren
  - 405 Samtgemeinde Nienstädt [Sitz: Helpsen]
  - 406 Samtgemeinde Rodenberg
  - 407 Samtgemeinde Sachsenhagen

## Ehem.Regierungsbezirk Lüneburg
- 51 Landkreis Celle
  - 004 Bergen, Stadt
  - 006 Celle, Große selbständige Stadt
  - 010 Faßberg
  - 012 Hambühren
  - 023 Wietze
  - 024 Winsen (Aller)
  - 025 Eschede
  - 026 Südheide
  - 402 Samtgemeinde Flotwedel [Sitz: Wienhausen]
  - 403 Samtgemeinde Lachendorf
  - 404 Samtgemeinde Wathlingen
  - 501 Lohheide, gemfr. Bezirk
- 52 Landkreis Cuxhaven
  - 011 Cuxhaven, Große selbständige Stadt
  - 032 Loxstedt
  - 050 Schiffdorf
  - 059 Beverstedt
  - 060 Hagen im Bremischen
  - 061 Wurster Nordseeküste
  - 062 Geestland, Stadt
  - 404 Samtgemeinde Börde Lamstedt [Sitz: Lamstedt]
  - 407 Samtgemeinde Hemmoor
  - 411 Samtgemeinde Land Hadeln [Sitz: Otterndorf]
- 53 Landkreis Harburg [Sitz: Winsen (Luhe)]
  - 005 Buchholz in der Nordheide, Stadt
  - 026 Neu Wulmstorf
  - 029 Rosengarten [Sitz: Nenndorf]
  - 031 Seevetal [Sitz: Hittfeld]
  - 032 Stelle
  - 040 Winsen (Luhe), Stadt
  - 401 Samtgemeinde Elbmarsch [Sitz: Marschacht]
  - 402 Samtgemeinde Hanstedt
  - 403 Samtgemeinde Hollenstedt
  - 404 Samtgemeinde Jesteburg
  - 405 Samtgemeinde Salzhausen
  - 406 Samtgemeinde Tostedt
- 54 Landkreis Lüchow-Dannenberg [Sitz: Lüchow (Wendland)]
  - 406 Samtgemeinde Elbtalaue [Sitz: Dannenberg (Elbe)]
  - 403 Samtgemeinde Gartow
  - 405 Samtgemeinde Lüchow (Wendland)
  - 501 Gartow, gemfr. Gebiet
  - 502 Göhrde, gemfr. Gebiet
- 55 Landkreis Lüneburg
  - 001 Adendorf
  - 049 Amt Neuhaus [Sitz: Neuhaus (Elbe)]
  - 009 Bleckede, Stadt
  - 022 Lüneburg, Große selbständige Stadt
  - 401 Samtgemeinde Amelinghausen
  - 402 Samtgemeinde Bardowick
  - 403 Samtgemeinde Dahlenburg
  - 404 Samtgemeinde Gellersen [Sitz: Reppenstedt]
  - 405 Samtgemeinde Ilmenau [Sitz: Melbeck]
  - 406 Samtgemeinde Ostheide [Sitz: Barendorf]
  - 407 Samtgemeinde Scharnebeck
- 56 Landkreis Osterholz [Sitz: Osterholz-Scharmbeck]
  - 002 Grasberg
  - 005 Lilienthal
  - 007 Osterholz-Scharmbeck, Stadt
  - 008 Ritterhude
  - 009 Schwanewede
  - 011 Worpswede
  - 401 Samtgemeinde Hambergen
- 57 Landkreis Rotenburg (Wümme)
  - 008 Bremervörde, Stadt
  - 016 Gnarrenburg
  - 039 Rotenburg (Wümme), Stadt
  - 041 Scheeßel
  - 051 Visselhövede, Stadt
  - 401 Samtgemeinde Bothel
  - 402 Samtgemeinde Fintel [Sitz: Lauenbrück]
  - 403 Samtgemeinde Geestequelle [Sitz: Oerel]
  - 404 Samtgemeinde Selsingen
  - 405 Samtgemeinde Sittensen
  - 406 Samtgemeinde Sottrum
  - 407 Samtgemeinde Tarmstedt
  - 408 Samtgemeinde Zeven
- 58 Landkreis Heidekreis [Sitz: Bad Fallingbostel]
  - 008 Bad Fallingbostel, Stadt
  - 002 Bispingen
  - 016 Munster, Stadt
  - 017 Neuenkirchen
  - 019 Schneverdingen, Stadt
  - 021 Soltau, Stadt
  - 023 Wietzendorf
  - 024 Walsrode, Stadt
  - 401 Samtgemeinde Ahlden [Sitz: Hodenhagen]
  - 402 Samtgemeinde Rethem/Aller
  - 403 Samtgemeinde Schwarmstedt
  - 501 Osterheide, gemfr. Bezirk [Sitz: Oerbke]
- 59 Landkreis Stade
  - 010 Buxtehude, Stadt
  - 013 Drochtersen
  - 028 Jork
  - 038 Stade, Stadt
  - 401 Samtgemeinde Apensen
  - 402 Samtgemeinde Fredenbeck
  - 403 Samtgemeinde Harsefeld
  - 405 Samtgemeinde Horneburg
  - 406 Samtgemeinde Lühe [Sitz: Steinkirchen]
  - 407 Samtgemeinde Nordkehdingen [Sitz: Freiburg/Elbe]
  - 409 Samtgemeinde Oldendorf-Himmelpforten [Sitz: Himmelpforten]
- 60 Landkreis Uelzen
  - 004 Bienenbüttel
  - 025 Uelzen, Stadt
  - 404 Samtgemeinde Rosche
  - 405 Samtgemeinde Suderburg
  - 407 Samtgemeinde Bevensen-Ebstorf [Sitz: Bad Bevensen]
  - 408 Samtgemeinde Aue [Sitz: Wrestedt]
- 61 Landkreis Verden
  - 001 Achim, Stadt
  - 003 Dörverden
  - 005 Kirchlinteln
  - 006 Langwedel, Flecken
  - 008 Ottersberg, Flecken
  - 009 Oyten
  - 012 Verden (Aller), Stadt
  - 401 Samtgemeinde Thedinghausen

## Ehem.Regierungsbezirk Weser-Ems[Sitz:Oldenburg (Oldb.)]
- 01 Delmenhorst, kreisfreie Stadt
- 02 Emden, kreisfreie Stadt
- 03 Oldenburg (Oldb.), kreisfreie Stadt
- 04 Osnabrück, kreisfreie Stadt
- 05 Wilhelmshaven, kreisfreie Stadt
- 51 Landkreis Ammerland [Sitz: Westerstede]
  - 001 Apen
  - 002 Bad Zwischenahn
  - 004 Edewecht
  - 005 Rastede
  - 007 Westerstede, Stadt
  - 008 Wiefelstede
- 52 Landkreis Aurich
  - 001 Aurich, Stadt
  - 002 Baltrum
  - 027 Dornum
  - 006 Großefehn [Sitz: Ostgroßefehn]
  - 007 Großheide
  - 011 Hinte
  - 012 Ihlow [Sitz: Ihlowerfehn]
  - 013 Juist, Inselgemeinde
  - 014 Krummhörn [Sitz: Pewsum]
  - 019 Norden, Stadt
  - 020 Norderney, Stadt
  - 023 Südbrookmerland [Sitz: Victorbur]
  - 025 Wiesmoor, Stadt
  - 401 Samtgemeinde Brookmerland [Sitz: Marienhafe]
  - 403 Samtgemeinde Hage
  - 501 Nordseeinsel Memmert, gemfr. Gebiet
- 53 Landkreis Cloppenburg
  - 001 Barßel
  - 002 Bösel
  - 003 Cappeln (Oldenburg)
  - 004 Cloppenburg, Stadt
  - 005 Emstek
  - 006 Essen (Oldenburg)
  - 007 Friesoythe, Stadt
  - 008 Garrel
  - 009 Lastrup
  - 010 Lindern (Oldenburg)
  - 011 Löningen, Stadt
  - 012 Molbergen
  - 013 Saterland [Sitz: Ramsloh]
- 54 Landkreis Emsland [Sitz: Meppen]
  - 010 Emsbüren
  - 014 Geeste [Sitz: Dalum]
  - 018 Haren (Ems), Stadt
  - 019 Haselünne, Stadt
  - 032 Lingen (Ems), Große selbständige Stadt
  - 035 Meppen, Stadt
  - 041 Papenburg, Stadt
  - 044 Rhede (Ems)
  - 045 Salzbergen
  - 054 Twist
  - 401 Samtgemeinde Dörpen
  - 402 Samtgemeinde Freren
  - 403 Samtgemeinde Herzlake
  - 404 Samtgemeinde Lathen
  - 405 Samtgemeinde Lengerich
  - 406 Samtgemeinde Nordhümmling [Sitz: Esterwegen]
  - 407 Samtgemeinde Sögel
  - 408 Samtgemeinde Spelle
  - 409 Samtgemeinde Werlte
- 55 Landkreis Friesland [Sitz: Jever]
  - 025 Bockhorn
  - 007 Jever, Stadt
  - 014 Sande
  - 015 Schortens, Stadt [Sitz: Heidmühle]
  - 026 Varel, Stadt
  - 020 Wangerland [Sitz: Hohenkirchen]
  - 021 Wangerooge, Nordseebad
  - 027 Zetel
- 56 Landkreis Grafschaft Bentheim [Sitz: Nordhorn]
  - 001 Bad Bentheim, Stadt
  - 015 Nordhorn, Stadt
  - 025 Wietmarschen [Sitz: Lohne]
  - 401 Samtgemeinde Emlichheim
  - 402 Samtgemeinde Neuenhaus
  - 403 Samtgemeinde Schüttorf
  - 404 Samtgemeinde Uelsen
- 57 Landkreis Leer
  - 002 Borkum, Stadt
  - 024 Bunde
  - 012 Jemgum
  - 013 Leer (Ostfriesland), Stadt
  - 014 Moormerland [Sitz: Warsingsfehn]
  - 017 Ostrhauderfehn
  - 018 Rhauderfehn [Sitz: Westrhauderfehn]
  - 020 Uplengen [Sitz: Remels]
  - 021 Weener, Stadt
  - 022 Westoverledingen [Sitz: Ihrhove]
  - 402 Samtgemeinde Hesel
  - 403 Samtgemeinde Jümme [Sitz: Filsum]
  - 501 Insel Lütje Hörn, gemfr. Gebiet
- 58 Landkreis Oldenburg [Sitz: Wildeshausen]
  - 003 Dötlingen [Sitz: Neerstedt]
  - 005 Ganderkesee
  - 007 Großenkneten
  - 009 Hatten
  - 010 Hude (Oldenburg)
  - 013 Wardenburg
  - 014 Wildeshausen, Stadt
  - 401 Samtgemeinde Harpstedt
- 59 Landkreis Osnabrück
  - 003 Bad Essen
  - 004 Bad Iburg, Stadt
  - 005 Bad Laer
  - 006 Bad Rothenfelde
  - 008 Belm
  - 012 Bissendorf
  - 013 Bohmte
  - 014 Bramsche, Stadt
  - 015 Dissen am Teutoburger Wald, Stadt
  - 019 Georgsmarienhütte, Stadt
  - 034 Glandorf
  - 020 Hagen am Teutoburger Wald
  - 021 Hasbergen
  - 022 Hilter am Teutoburger Wald
  - 024 Melle, Stadt
  - 029 Ostercappeln
  - 033 Wallenhorst
  - 401 Samtgemeinde Artland [Sitz: Quakenbrück]
  - 402 Samtgemeinde Bersenbrück
  - 403 Samtgemeinde Fürstenau
  - 404 Samtgemeinde Neuenkirchen
- 60 Landkreis Vechta
  - 001 Bakum
  - 002 Damme, Stadt
  - 003 Dinklage, Stadt
  - 004 Goldenstedt
  - 005 Holdorf
  - 006 Lohne (Oldenburg), Stadt
  - 007 Neuenkirchen-Vörden
  - 008 Steinfeld (Oldenburg)
  - 009 Vechta, Stadt
  - 010 Visbek
- 61 Landkreis Wesermarsch [Sitz: Brake (Unterweser)]
  - 001 Berne
  - 002 Brake (Unterweser), Stadt
  - 003 Butjadingen [Sitz: Burhave]
  - 004 Elsfleth, Stadt
  - 005 Jade
  - 006 Lemwerder
  - 007 Nordenham, Stadt
  - 008 Ovelgönne [Sitz: Oldenbrok-Mittelort]
  - 009 Stadland [Sitz: Rodenkirchen]
- 62 Landkreis Wittmund
  - 005 Friedeburg
  - 007 Langeoog
  - 014 Spiekeroog
  - 019 Wittmund, Stadt
  - 401 Samtgemeinde Esens
  - 402 Samtgemeinde Holtriem [Sitz: Westerholt]